# Chlorocalliope
Chlorocalliope is een geslacht van vlinders van de familie tandvlinders (Notodontidae), uit de onderfamilie Notodontinae.

## Soorten
- C. calliope (Hampson, 1910)
- C. margarethae Kiriakoff, 1958
- C. rivata (Hampson, 1910)
- C. subvernalis Kiriakoff, 1958